# I'm Me
I'm Me är den andra singeln från rapparen Lil Wayne's EP The Leak. Den släpptes den 24 december 2007. Låten användes senare som bonuslåt på rapparens album Tha Carter III.
Låten samplar delar från hans tidigare låtar "Go D.J.", "Fireman", "Hustler Musik" och "Cash Money Millionaires". Den samplar även "God Moving Over the Face of the Waters" av Moby och "Rubberband Man" av T.I.. 
Michael Phelps sa under Olympiska sommarspelen 2008 att låten är hans favoritlåt. 

## Listplaceringar
| Lista(2008)                           | List- position |
| ------------------------------------- | -------------- |
| USA - Billboard Hot 100               | 97             |
| USA - Billboard Hot R&B/Hip-Hop Songs | 63             |
| USA - Billboard Hot Ringtones         | 1              |
| USA - Billboard Pop 100               | 70             |